# Gleniffer Lake
Gleniffer Lake är en sjö i Kanada.   Den ligger i provinsen Alberta, i den centrala delen av landet, 2 900 km väster om huvudstaden Ottawa. Gleniffer Lake ligger 940 meter över havet. Arean är 16,3 kvadratkilometer. Den sträcker sig 6,4 kilometer i nord-sydlig riktning, och 9,2 kilometer i öst-västlig riktning.
Trakten runt Gleniffer Lake består till största delen av jordbruksmark. Runt Gleniffer Lake är det mycket glesbefolkat, med 5 invånare per kvadratkilometer.